# Lobelia stolonifera
Lobelia stolonifera är en klockväxtart som beskrevs av John Donnell Smith. Lobelia stolonifera ingår i släktet lobelior, och familjen klockväxter.
Artens utbredningsområde är Guatemala. Inga underarter finns listade i Catalogue of Life.